# 延野村
延野村（のぶのそん）は、徳島県那賀郡にあった村。現在の那賀町の南東部、川口ダムの東方一帯にあたる。

## 地理
- 山岳 ： 矢筈山、鉢ノ山
- 河川 ： 那賀川、谷内川、赤松川

## 歴史
- 1889年（明治22年）10月1日 - 町村制の施行により、吉野村・延野村・牛輪村・鮎川村・朝生村・簗ノ上村・鉢村および雄村・入野村の各大部分の区域をもって発足。
- 1956年（昭和31年）9月30日 - 日野谷村・相生村と合併して相生町が発足。同日延野村廃止。

## 交通

### 道路
- 国道195号